# Arthur Lapworth

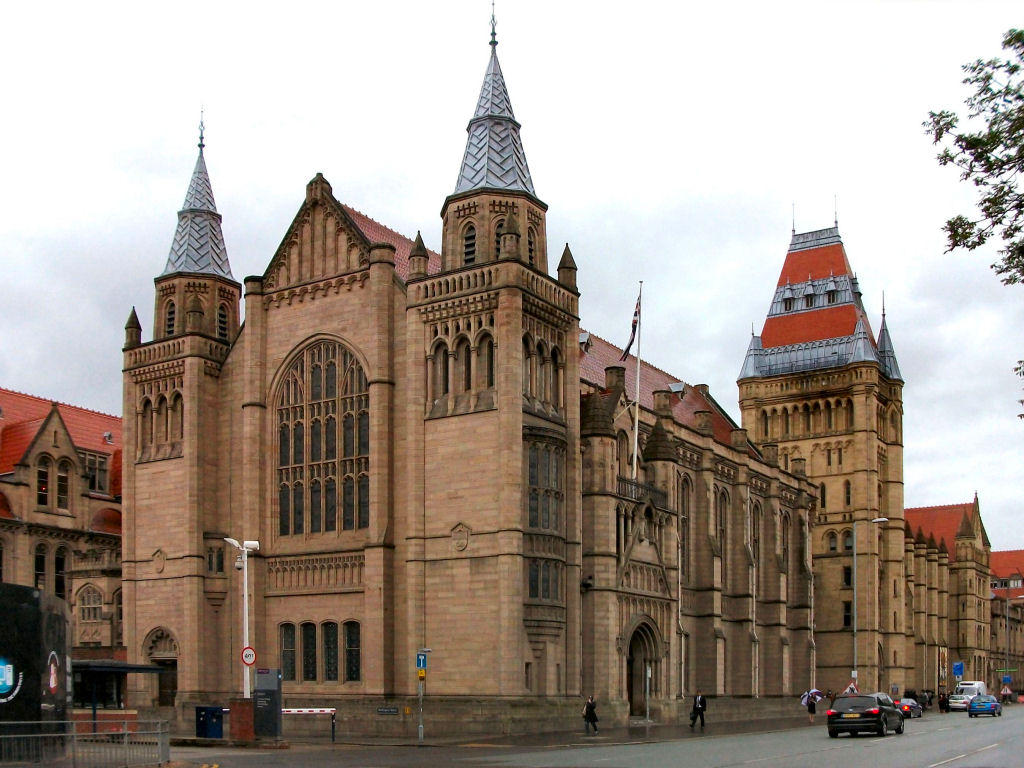
Manchesterská univerzita

Arthur Lapworth (10. října 1872 – 5. dubna 1941) byl skotský chemik. V roce 1913 přijal profesuru organické chemie na Univerzitě v Manchesteru a v roce 1922 se stal profesorem anorganické chemie a fyzikální chemie. Byl jedním ze zakladatelů fyzikální organické chemie, průsečíku fyzikální a organické chemie.
Jeho návrh reakčního mechanismu pro kondenzaci benzoinu je základem moderního chápání organické chemie. Svou prací ovlivnil Roberta Robinsona a Christophera Kelka Ingolda při jejich studiu reakčních mechanismů v organické chemii.
Rozvinul také řadu důležitých myšlenek v oblasti acidobazické katalýzy a zabýval se rolí protonů při chemických reakcích. V roce 1925 zavedl termíny kationoid a anionoid pro chemické látky, které při chemické reakci vyhledávají nebo poskytují elektronový pár. V roce 1929 Christopher Kelk Ingold tyto pojmy nahradil termíny nukleofil a elektrofil, které se používají dodnes.
V roce 1931 mu byla udělena Davyho medaile Královské společnosti (nejvyšší britské ocenění pro vědce v oblasti chemie) za vynikající výzkum v oblasti organické chemie.

## Vzdělání

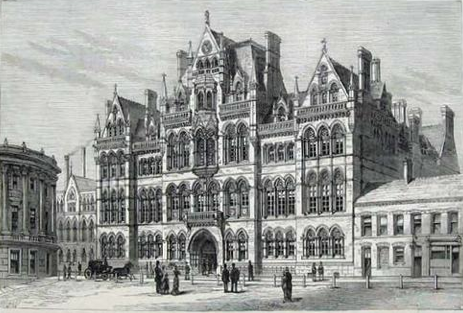
Mason Science College, nyní Birmingham University

Arthur Lapworth se narodil 10. října 1872 v Galashiels ve Skotsku jako syn geologa Charlese Lapwortha. Studia začal na St Andrew's and King Edward VI Five Ways School v Birminghamu. Chemii vystudoval na Mason Science College (později Birmingham University). V letech 1893 až 1895 pracoval jako stipendista na City and Guilds of London Institute, kde se zabýval mechanismem aromatické substituce a analýzou kafru - přírodní látky získávané ze dřeva stromu kafrovníku.
Po absolvování školy studoval na univerzitě v Birminghamu a City and Guilds College London, kde byl asistentem významného britského chemika Henryho Edwarda Armstronga, který se mimo jiné zabýval naftalenovými deriváty.

## Kariéra
- V roce 1895 se jeho prvním působištěm stala School of Pharmacy na University of London v Bloomsbury, kde pracoval jako demonstrátor. Po určitou dobu byl asistentem Frederica Stanley Kippinga, který si vzal sestru jeho ženy.
- V roce 1903 během své práce na School of Pharmacy na University of London a na Goldsmiths' Technical and Recreation Institute představil zásadní práci o syntéze α-hydroxyketonů z aromatických aldehydů, tedy o adici benzoinu (organická sloučenina vyskytující se v přírodě například v oleji z hořkých mandlí).
- Později pracoval jako vedoucí katedry chemie na Goldsmiths Institute.
- V roce 1909 se stal docentem anorganické a fyzikální chemie na univerzitě v Manchesteru. V roce 1913 byl jmenován profesorem organické chemie a v roce 1922 profesorem anorganické a fyzikální chemie Sira Samuela Halla a ředitelem laboratoří.
- V roce 1935 odešel do důchodu a byl jmenován emeritním profesorem. V květnu 1910 byl zvolen členem Královské společnosti a v roce 1931 mu byla udělena Davyho medaile. Byl také držitelem titulu LL.D. z univerzit v Birminghamu a St Andrews.

## Soukromý život
V roce 1900 se Arthur Lapworth oženil v St Mary v Bridgwateru s Kathleen Florence Holland. Do důchodu odešel v roce 1935 a zemřel 5. dubna 1941 v pečovatelském domě ve Withingtonu.
Skutečnost, že tři významní vědci Arthur Lapworth, Frederic Stanley Kipping, a William Henry Perkin Jr. se oženili se sestrami Kathleen Holland Lapworth, Lilian Holland Kipping a Mina Holland Perkin se stala námětem románu The Holland Sisters: Their Influence on the Success of Their Husbands Perkin, Kipping and Lapworth. Tento román napsal chemik Eugen G. Rochow a zabýval se v něm především vlivem těchto žen na životy a kariéru tří významných chemiků té doby.